# Osek (Strakonicei járás)
Osek falu és önkormányzat (obec) Csehország Dél-csehországi kerületének Strakonicei járásában. Területe 13,92 km², lakosainak száma 686 (2008. 12. 31). A falu Strakonicétől mintegy 8 km-re északkeletre, České Budějovicétől 53 km-re északnyugatra, és Prágától 93 km-re délre fekszik.
A település első írásos említése 1392-ből származik.

## Az önkormányzathoz tartozó települések
- Osek
- Jemnice
- Malá Turná
- Petrovice
- Rohozná

## Nevezetességek
- Oseki vár
- Nepomuki Szent János kápolna

## Népesség
A település népessége az elmúlt években az alábbi módon változott:
| Lakosok száma | 1100 | 1040 | 956  | 680  | 696  | 600  | 653  | 648  | 654  | 647  |
|               | 1869 | 1890 | 1921 | 1950 | 1980 | 2001 | 2017 | 2019 | 2022 | 2024 |